# Sabulodes berkleyata
Sabulodes berkleyata är en fjärilsart som beskrevs av Wright 1917. Sabulodes berkleyata ingår i släktet Sabulodes och familjen mätare. Inga underarter finns listade.